# جیل گودکر
جیل گودکر (انگلیسی: Jill Goodacre؛ زادهٔ ۲۹ مارس ۱۹۶۵) یک هنرپیشه اهل ایالات متحده آمریکا است.